# Lista de primeiros-ministros de São Cristóvão e Neves
Esta página contém uma lista de primeiros-ministros de São Cristóvão e Neves.

## Ministros-chefes de São Cristóvão e Neves (1960–1967)
| # | Incumbente                | Retrato | Mandato              | Mandato                 | Filiação política | Filiação política                            |
| # | Incumbente                | Retrato | Início do mandato    | Fim do mandato          | Filiação política | Filiação política                            |
| - | ------------------------- | ------- | -------------------- | ----------------------- | ----------------- | -------------------------------------------- |
| 1 | Paul Southwell            |         | 1 de janeiro de 1960 | Julho de 1966           |                   | Partido Trabalhista de São Cristóvão e Neves |
| 2 | Robert Llewellyn Bradshaw |         | Julho de 1966        | 27 de fevereiro de 1967 |                   | Partido Trabalhista de São Cristóvão e Neves |

## Premiês de São Cristóvão e Neves (1967–1983)
| # | Incumbente                | Retrato | Mandato                 | Mandato                 | Filiação política | Filiação política                            |
| # | Incumbente                | Retrato | Início do mandato       | Fim do mandato          | Filiação política | Filiação política                            |
| - | ------------------------- | ------- | ----------------------- | ----------------------- | ----------------- | -------------------------------------------- |
| 1 | Robert Llewellyn Bradshaw |         | 27 de fevereiro de 1967 | 23 de maio de 1978      |                   | Partido Trabalhista de São Cristóvão e Neves |
| 2 | Paul Southwell*           |         | 23 de maio de 1978      | 18 de maio de 1979      |                   | Partido Trabalhista de São Cristóvão e Neves |
| 3 | Lee Moore                 |         | 20 de maio de 1979      | 21 de fevereiro de 1980 |                   | artido Trabalhista de São Cristóvão e Neves  |
| 4 | Kennedy Simmonds          |         | 21 de fevereiro de 1980 | 19 de setembro de 1983  |                   | Movimento de Ação Popular                    |

## Primeiros-ministros de São Cristóvão e Neves (1983–presente)
| # | Incumbente       | Retrato | Mandato                 | Mandato                 | Filiação política | Filiação política                            |
| # | Incumbente       | Retrato | Início do mandato       | Fim do mandato          | Filiação política | Filiação política                            |
| - | ---------------- | ------- | ----------------------- | ----------------------- | ----------------- | -------------------------------------------- |
| 1 | Kennedy Simmonds |         | 19 de setembro de 1983  | 7 de julho de 1995      |                   | Movimento de Ação Popular                    |
| 2 | Denzil Douglas   |         | 7 de julho de 1995      | 18 de fevereiro de 2015 |                   | Partido Trabalhista de São Cristóvão e Neves |
| 3 | Timothy Harris   |         | 18 de fevereiro de 2015 | 6 de agosto de 2022     |                   | Partido Popular Trabalhista                  |
| 4 | Terrance Drew    |         | 6 de agosto de 2022     | presente                |                   | Partido Popular Trabalhista                  |